# Piero Taruffi
Piero Taruffi   (Albano Laziale, 12 d'octubre de 1906 - Roma, 12 de gener de 1988) va ser un pilot de curses automobilístiques italià que va arribar a disputar curses de Fórmula 1.

## A la F1
Va debutar a la setena cursa de la història de la Fórmula 1 disputada el 3 de setembre del 1950, el GP d'Itàlia, que formava part del campionat del món de la temporada 1950 de F1, de la que va disputar només aquesta cursa.
Piero Taruffi va participar en un total de dinou curses (amb 1 victòria i 5 podis) puntuables pel campionat de la F1, repartides al llarg de set temporades a la F1, les que corresponen als anys entre 1950 i 1956.

## Resultats a la F1
| Any  | Equip                     | Xassís     | Motor      | 1     | 2      | 3       | 4       | 5       | 6     | 7       | 8       | 9   | Posició | Punts |
| ---- | ------------------------- | ---------- | ---------- | ----- | ------ | ------- | ------- | ------- | ----- | ------- | ------- | --- | ------- | ----- |
| 1950 | SA Alfa Romeo             | Alfa Romeo | Alfa Romeo | GBR   | MON    | 500     | SUI     | FRA     | BEL   | ITA Ret |         |     | -       | 0     |
| 1951 | Scuderia Ferrari          | Ferrari    | Ferrari    | SUI 2 | 500    | BEL Ret | FRA Ret | GBR     | ALE 5 | ITA 5   | ESP Ret |     | 6è      | 10    |
| 1952 | Scuderia Ferrari          | Ferrari    | Ferrari    | SUI 1 | 500    | BEL Ret | FRA 3   | GBR 2   | ALE 4 | HOL     | ITA 7   |     | 3r      | 22    |
| 1954 | Scuderia Ferrari          | Ferrari    | Ferrari    | ARG   | 500    | BEL     | FRA     | GBR     | ALE 6 | SUI     | ITA     | ESP | -       | 0     |
| 1955 | Scuderia Ferrari          | Ferrari    | Ferrari    | ARG   | MON 8* | 500     | BEL NVS | HOL Ret |       |         |         |     | 6è      | 9     |
| 1955 | Daimler Benz AG           | Mercedes   | Mercedes   |       |        |         |         |         | GBR 4 | ITA 2   |         |     | 6è      | 9     |
| 1956 | Officine Alfieri Maserati | Maserati   | Maserati   | ARG   | MON    | 500     | BEL     | FRA Ret | GBR   | ALE     |         |     | -       | 0     |
| 1956 | Vandervell Products Ltd.  | Vanwall    | Vanwall    |       |        |         |         |         |       |         | ITA Ret |     | -       | 0     |

### Resum
| Curses | Victòries | Pòdiums | Poles | Voltes ràpides | Punts |
| ------ | --------- | ------- | ----- | -------------- | ----- |
| 19     | 1         | 5       | 0     | 1              | 41    |